# تیم ملی فوتبال زنان سنگال
تیم ملی فوتبال زنان سنگال نماینده سنگال در مسابقات بین‌المللی فوتبال زنان است. این تیم تحت کنترل فدراسیون فوتبال سنگال قرار دارد.

## تاریخچه
تیم ملی فوتبال زنان سنگال که توسط فدراسیون فوتبال سنگال اداره می‌شود به‌طور رسمی در اوایل دهه ۲۰۰۰ جهت نمایندگی این کشور در مسابقات بین‌المللی فوتبال زنان تشکیل شد. تلاش‌های ابتدایی برای توسعه تیم با چالش‌هایی همچون زیر ساخت و منابع محدود مواجه شد. تأسیس لیگ‌های داخلی زنان در سال ۲۰۰۹ و برنامه‌های مردمی در سال‌های بعد، مسیرهایی را برای رشد بازیکنان ایجاد کرد.